# Песнь песней (фильм, 1933)
«Песнь песней» (англ. The Song of Songs) — художественный фильм режиссёра Рубена Мамуляна.

## Сюжет
Лили Кжепанек (Марлен Дитрих) едет в Берлин, чтобы поселиться у своей тёти Расмуссен (Элисон Скипворт). Лили неопытна, доверчива и наивна. Ей некому дать мудрого совета. Кроме тёти, которой она нужна только как помощница в книжной лавке, у неё нет никаких близких родственников. Вскоре она влюбляется в молодого скульптора Ричарда Уолдоу (Брайан Ахерн), для которого изначально согласилась стать натурщицей для создания прекрасной статуи, символизирующей божественную красоту юности. Молодые люди начинают встречаться в тайне от тёти Расмуссен.
Барон фон Мерзбак (Лайонел Этуилл) — богатый военнослужащий, увидев это творение, также влюбляется в девушку. Барон идёт на сделку с тётей Расмуссен и уговаривает Ричарда расстаться со своей возлюбленной, мотивируя это тем, что он не сможет обеспечить её, как она того заслуживает. Но совместная жизнь Лили и Барона не сложилась. Лили всё это время продолжала любить Ричарда. Спустя несколько лет Лили и Ричард сталкиваются в ночном кабаке…

## В ролях
- Марлен Дитрих — Лили Кжепанек
- Брайан Ахерн — Ричард Уолд
- Лайонел Этуилл — Барон фон Мерзбак
- Элисон Скипуорт — тётя Расмуссен